# Łodwigowo
Łodwigowo est un village polonais de la voïvodie de Varmie-Mazurie, dans le powiat d'Ostróda.

## Personnalités liées à la ville
- Karl von der Groeben (de) (1826-1898), général né à Łodwigowo.